# Борнаско
Борнаско (італ. Bornasco, п'єм. Bornasco) — муніципалітет в Італії, у регіоні Ломбардія,  провінція Павія.
Борнаско розташоване на відстані близько 460 км на північний захід від Рима, 22 км на південь від Мілана, 11 км на північний схід від Павії.
Населення — 2636 осіб (2014).

## Демографія
Населення за роками:

Станом на 1 січня 2023 року в муніципалітеті офіційно проживали 123 іноземці з 27 країн, серед них 65 громадян країн Євросоюзу та 8 громадян України.

## Сусідні муніципалітети
- Черанова
- Джуссаго
- Лакк'ярелла
- Лардіраго
- Сан-Дженезіо-ед-Уніті
- Сант'Алессіо-кон-В'ялоне
- Сіціано
- Відігульфо
- Цекконе